# Schweinebruch
Der Schweinebruch ist ein Naturschutzgebiet in der niedersächsischen Stadt Celle und in der Gemeinde Lachendorf in der Samtgemeinde Lachendorf im Landkreis Celle.

## Allgemeines
Das Naturschutzgebiet mit dem Kennzeichen NSG LÜ 214 ist rund 610 Hektar groß. Davon entfallen 537,5 Hektar auf die Stadt Celle und 72,5 Hektar auf den Landkreis Celle. Ein kleiner Teil des Naturschutzgebietes ist Bestandteil des FFH-Gebietes „Lutter, Lachte, Aschau (mit einigen Nebenbächen)“. Im Süden grenzt es an das Naturschutzgebiet „Lachte“. Das Gebiet steht seit dem 16. November 1995 unter Naturschutz. Zuständige untere Naturschutzbehörden sind die Stadt und der Landkreis Celle.

## Beschreibung
Das Naturschutzgebiet liegt im Osten von Celle, östlich der Celler Stadtteile Garßen, Bostel und Altenhagen. Es wird von Niedermoorböden geprägt, die sich auf sandig-kiesigem Untergrund mit hoch anstehendem Grundwasser am Rand der Aue der Lachte gebildet haben. Die Landschaft im „Schweinebruch“ ist reich gegliedert. Neben zahlreichen von Hecken durchzogen Grünlandflächen sind Wälder, Baumreihen und Einzelbäume zu finden. Im Westen des Naturschutzgebietes werden die Wälder überwiegend von Erlenwald gebildet. Im Osten befindet sich ein Waldgebiet mit einem hohen Altholzanteil. Die Grünlandflächen werden zu extensiv genutztem Feuchtgrünland, insbesondere Feuchtwiesen, entwickelt. Daneben sollen Rieder und Sümpfe erhalten und gefördert werden und die Wälder sich zu standortheimischen Wäldern entwickeln können. Einige Flächen befinden sich im Privatbesitz und werden als Acker bewirtschaftet.

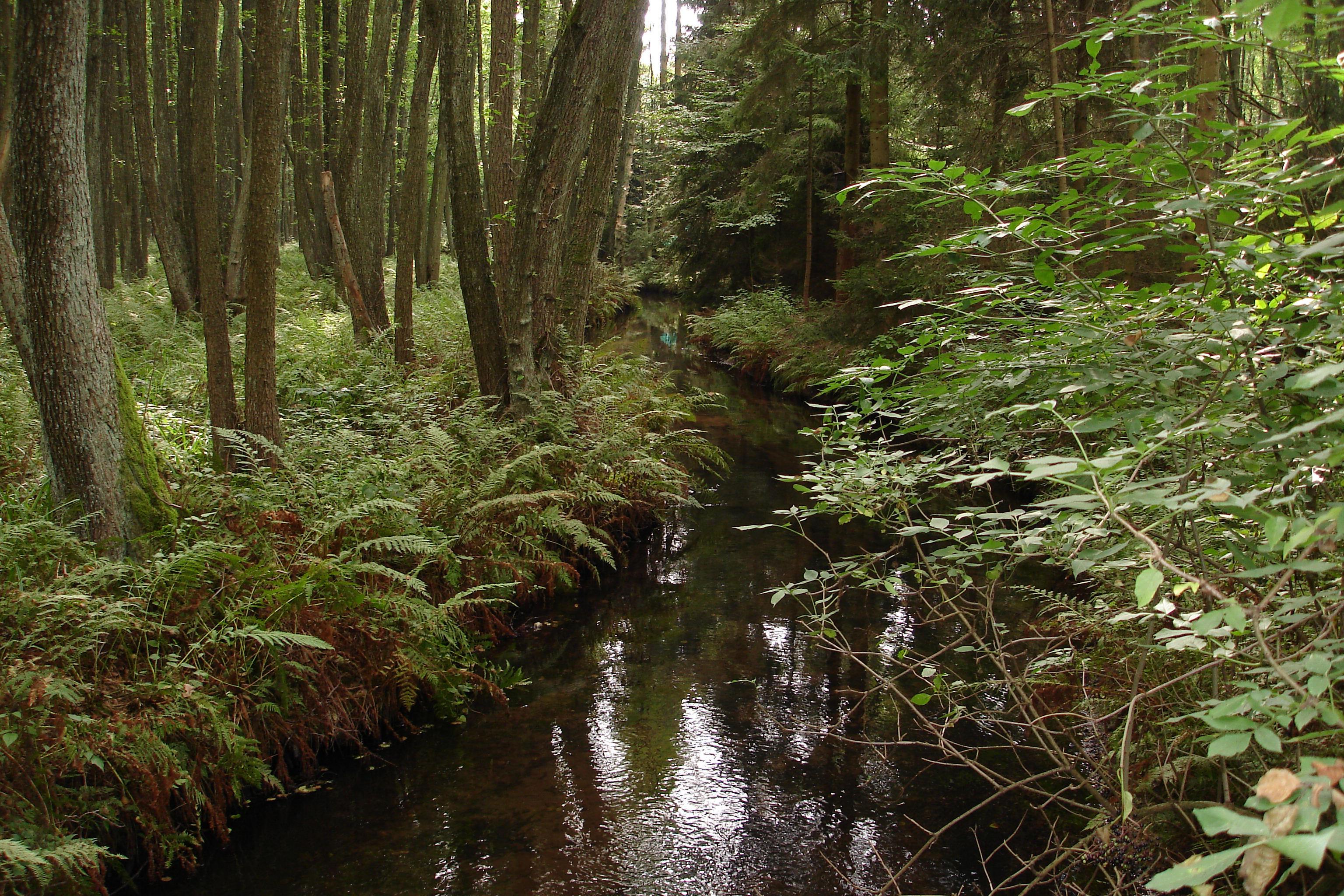
Alvernscher Bach im NSG Schweinebruch

Im Naturschutzgebiet ist eine kleine Laubfroschpopulation heimisch, die durch die Anlage von Kleingewässern gestärkt werden soll. So wurde beispielsweise im Winter 2013/2014 ein Laichgewässer angelegt. Das Gebiet hat auch eine Bedeutung für Schwarzstorch und Kranich, die beide hier brüten.
Durch das Naturschutzgebiet verläuft der Altenhägener Kanal, der früher der Be- und Entwässerung der Wiesen diente und durch ein Stauwehr mit der südlich verlaufenden Lachte verbunden war. Weiterhin wird es von zwei Bächen, dem Haberlandbach und dem Alvernschen Bach, durchflossen, die beiden in den Altenhägener Kanal münden. Daneben gibt es zahlreiche Gräben. Im Südosten wird das Naturschutzgebiet vom Gockenholzer Kanal begrenzt. Das Naturschutzgebiet wird von der Trasse der Kleinbahn Celle–Wittingen zwischen Celle und Lachendorf gequert.